# Shawn Crahan
 (novembre 2019).
Si vous disposez d'ouvrages ou d'articles de référence ou si vous connaissez des sites web de qualité traitant du thème abordé ici, merci de compléter l'article en donnant les références utiles à sa vérifiabilité et en les liant à la section « Notes et références ».
Micheal Shawn Crahan (surnommé Clown dans Slipknot), né le 24 septembre 1969 à Des Moines (Iowa), est un musicien américain, membre fondateur du groupe de metal Slipknot, dans lequel il s'occupe des percussions. 
Il bat le plus souvent avec des battes ou ses mains sur des toms qu'il fabrique seul.
Sur scène, Shawn Crahan incarne totalement une nouvelle personnalité, celle du "Clown". Dans Slipknot, chaque membre porte un numéro, Shawn porte le numéro 6 (en référence à 666). 
Il a beau être un des piliers de Slipknot, quand il n'est pas sur scène il est très discret et veut plus s'occuper de ses enfants. Il avait même envisagé (après la sortie de All Hope Is Gone) de quitter le groupe pour sa vie familiale.
Il est aussi batteur des groupes Dirty Little Rabbits et To My Surprise.

## Histoire du masque
À quinze ans, Shawn se promenait dans un centre commercial avec sa copine de l'époque qu'il était censé inviter au restaurant. Ils passent à deux devant un magasin de farces et attrapes dans la vitrine duquel se trouve un masque de clown. Shawn reste en extase devant et entre demander le prix. Sa copine lui rappelle qu'ils sont là pour aller au restaurant et pas pour acheter un « stupide » masque. La semaine d'après, le masque était dans la chambre de Shawn, mais ce n'est qu'une dizaine d'années plus tard qu'il le portera lors d'une répétition de Slipknot, « juste pour faire le guignol », comme il dit.
Selon Shawn, son masque représente le côté gai et heureux, la vision enfantine du personnage, mais il montre aussi ce qui se cache vraiment derrière le masque. Pour Iowa, il a gravé un pentagramme sur le visage, un 6 sur le front et un morceau de crâne manquant laissant entrevoir le cerveau souvent arrosé de sang de porc simulant du sang humain. Pour Vol. 3: (The Subliminal Verses), c'est un masque qui fait plus penser à une momie ensanglantée qu'à un clown. En effet, celui-ci est formé de bandelettes blanches et est orné (au milieu) d'un nez de clown rouge. Pour la tournée The Subliminal Verses Tour de 2005, Shawn a presque le même masque à part qu'il s'agit d'un clown carbonisé. Pour l'album All Hope Is Gone et la tournée qui suivit, Shawn porte un nouveau masque, en cuir noir cette fois-ci, ornementé de deux coutures rouges autour des yeux avec le dessus de la tête en fer. Le nez de clown, toujours présent, argenté (premier masque de All Hope Is Gone), n'a pas duré, remplacé par un nez noir (deuxième masque de All Hope Is Gone). Dernièrement, Shawn alterne entre ce masque et un nouveau masque, se rapprochant beaucoup plus du premier mais gris et qui ne prend que la partie avant du visage, laissant ses cheveux libres.

## Équipement
- Drum kit en Titane monté sur vérins hydrauliques (permettant ainsi au roadie de le surélever à la demande).
- Baguettes Zildjian Absolute Rock ou Vater Hammer
- 1 Tom 16"
- 2 Toms plus petits
- 1 Tom basse
- Un fut de bière tourné sur le côté